# It’s Five O’Clock Somewhere (песня)
It’s Five O’Clock Somewhere (с англ. — «Где-то уже пробило пять часов») — песня американских кантри-исполнителей Алана Джексона и Джимми Баффета. Авторами слов и музыки являются Джим «Сохатый» Браун и Дон Роллинс. Также в записи принимали участие Эрик Даркен (перкуссия), Стюарт Дункан (скрипка) и Пол Франклин (стил-гитара).
Впервые представлена в июне 2003 года в качестве ключевого сингла сборника Greatest Hits Volume II.
Летом 2003 года в течение восьми недель подряд песня занимала строчку № 1 в чарте Billboard Hot Country Songs, а в ежегодном чарте Billboard Hot Country Songs — строчку № 4. Кроме того, в сентябре 2003 года песня достигла строчки № 17 в чарте Billboard Hot 100 и в ежегодном чарте Billboard Hot 100 заняла строчку № 65, став крупнейшим хитом Джексона и первым среди сорока хитов Баффета. Также в ноябре 2003 года песня получила премию «Вокальный прорыв года» (англ. Award for Vocal Event of the Year) Ассоциации музыки кантри. Это была самая первая награда Баффета за всю его 30-летнюю деятельность на музыкальном поприще. Песня вошла в список чарта десятилетия Billboard Hot Country Songs под № 3.

## Содержание
Название песни является отсылкой к расхожему выражению о работе «с девяти до пяти» (обыденный график рабочего дня для обычного рабочего), намекающему на то, что употреблять горячительные напитки и расслабиться можно в любое время суток, поскольку, что где-то в мире сейчас уже пробило 17:00.
Исполнитель заявляет, что у него не было выходных дней больше года и что он хочет уйти с работы и снять стресс, выпив алкоголь. В тексте есть строчка: «Сейчас только половина первого, но мне всё равно. Где-то уже пробило пять часов» (англ. It's only half-past twelve but I don't care. It's five o'clock somewhere), что означает, что даже если сейчас не пять часов в часовом поясе исполнителя, то этот час должен был уже наступить в другом уголке мира. 17:00 — это обычно начало «счастливого часа» в большинстве ресторанов и баров в США, когда их владельцы снижают цены на алкогольные напитки.

## История
Джим «Сохатый» Браун (англ. Jim "Moose" Brown) работал над написанием песни It’s Five O’Clock Somewhere вместе с Доном Роллинсом (англ. Don Rollins; не путать с автором песни The Race Is On 1963 года в исполнении Джорджа Джонса). Хотя у Брауна было несколько других версий, записанных другими артистами, но эта песня стала первой, вошедшей в окончательную версию альбома. Название и содержание были вдохновлены учителем, который работал вместе с Роллинсом. Браун записал демонстрационную версию и предложил исполнить Кенни Чесни, но тот отказался. Тогда он обратился к Алану Джексону, который сказал, что как раз был занят поиском песни, которую мог бы записать в дуэт с Джимми Баффетом.
В 2016 году австралийский кантри-исполнитель и композитор Адам Бранд выпустил кавер-версию для своего альбома Adam Brand and the Outlaws.

## Видеоклип
Видеоклип к песне снял режиссёр Трей Фанджой, а его премьерный показ состоялся 6 июня 2003 года на фестивале Smash Hits of Country Ассоциации музыки кантри. Съёмки проводились на площадке бара Square Grouper Bar в Джупитере штата Флорида, где восемью месяцам ранее снимался видеоклип на другую песню Джексона — Long Way to Go. По сюжету Джексон исполняет песню сидя на яхте (которой он на самом деле владеет) под названием Hullbilly (ироничный намёк на хиллбилли), а затем выступает в упомянутом баре среди его посетителей. Когда наступает черёд Баффета, Джексон проходит через открытую дверь и оказывается вместе с ним на сцене во время большого концертного выступления в амфитеатре Ruoff Mortgage Music Center в Ноблсвилле штата Индиана.

## Ротация в чартах
It’s Five O’Clock Somewhere дебютировала 21 июня 2003 года в под № 31 в еженедельном чарте U.S. Billboard Hot Country Songs и непрерывно удерживала строчку № 1 в течение 7 недель подряд, переместившись № 2 в ротации чарта 27 сентября 2003 года, когда уступила What Was I Thinkin' Диркса Бентли. Тем не менее, в ротации 4 октября песня Бентли переместилась вниз, позволив It’s Five O’Clock Somewhere ещё раз вернуться на первую строчку в свою восьмую, и последнюю, неделю. По состоянию на апрель 2014 года в США было продано 1 332 000 копий песни.

### Ежемесячные
| Чарт (2003)                       | Наивысшая строчка |
| --------------------------------- | ----------------- |
| США (Billboard Hot Country Songs) | 1                 |
| США (Billboard Hot 100)           | 17                |

### Ежегодные
| Чарт (2003)                      | Наивысшая строчка |
| -------------------------------- | ----------------- |
| U.S. Billboard Hot Country Songs | 4                 |
| U.S. Billboard Hot 100           | 65                |